# Bendorf, Rheinland-Pfalz
Bendorf är en stad i Landkreis Mayen-Koblenz i förbundslandet Rheinland-Pfalz i Tyskland.